# قيقب دائري
القيقب الدائري نوع نباتي ينتمي إلى جنس القيقب من الفصيلة الصابونية.

## موطنه
ينتشر في المناطق الغربية من أمريكا الشمالية.

## معرض صور

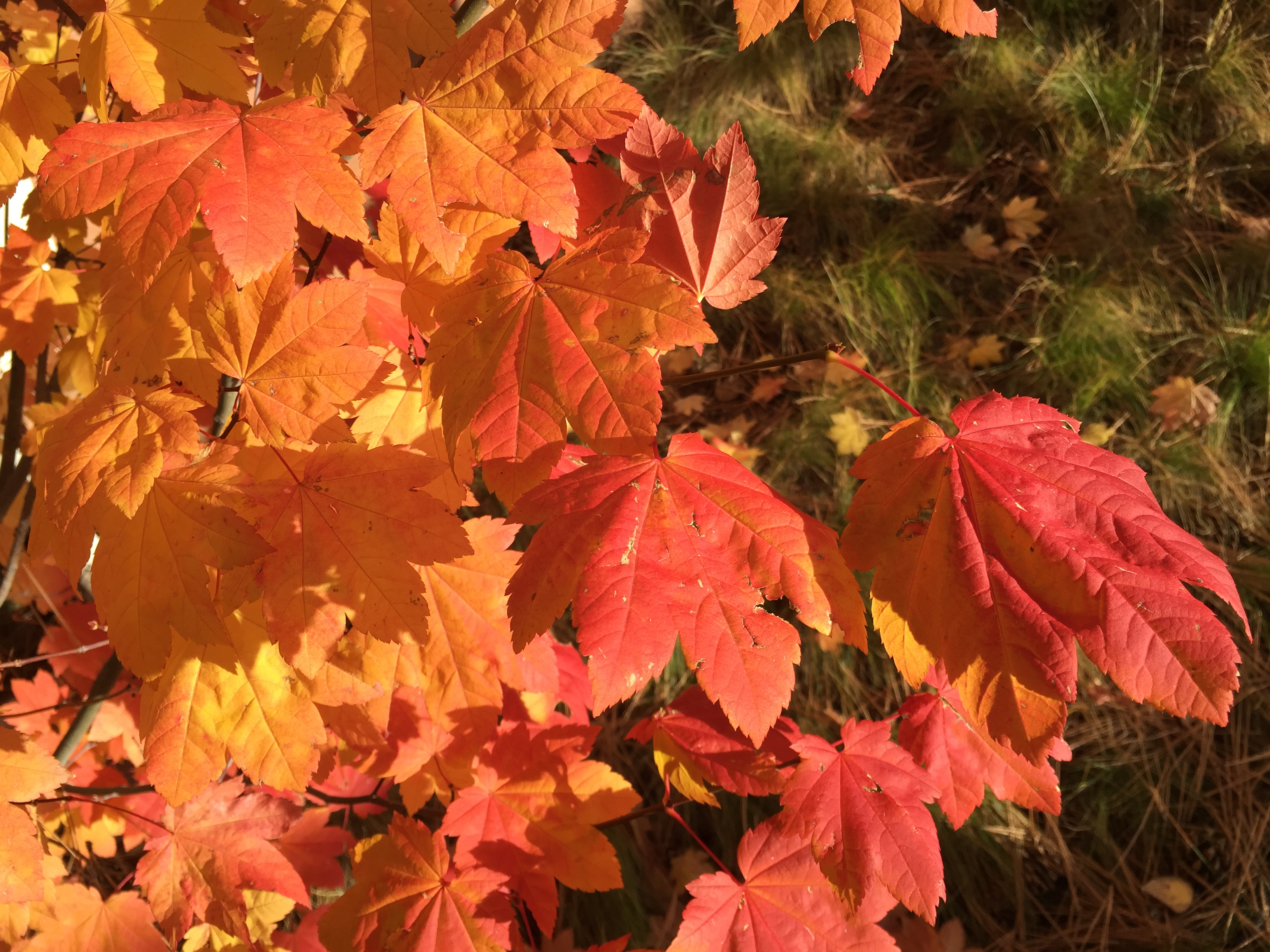
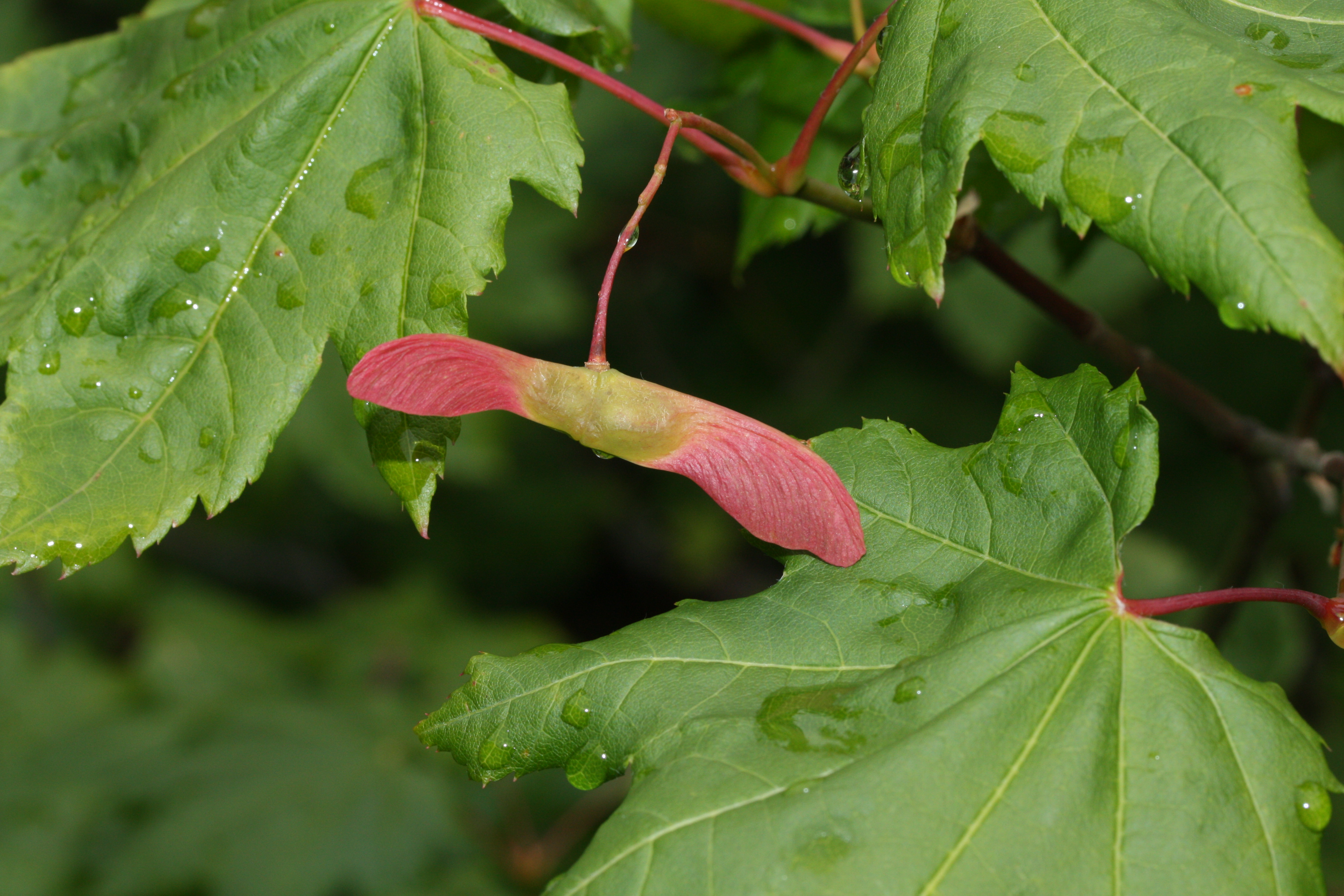
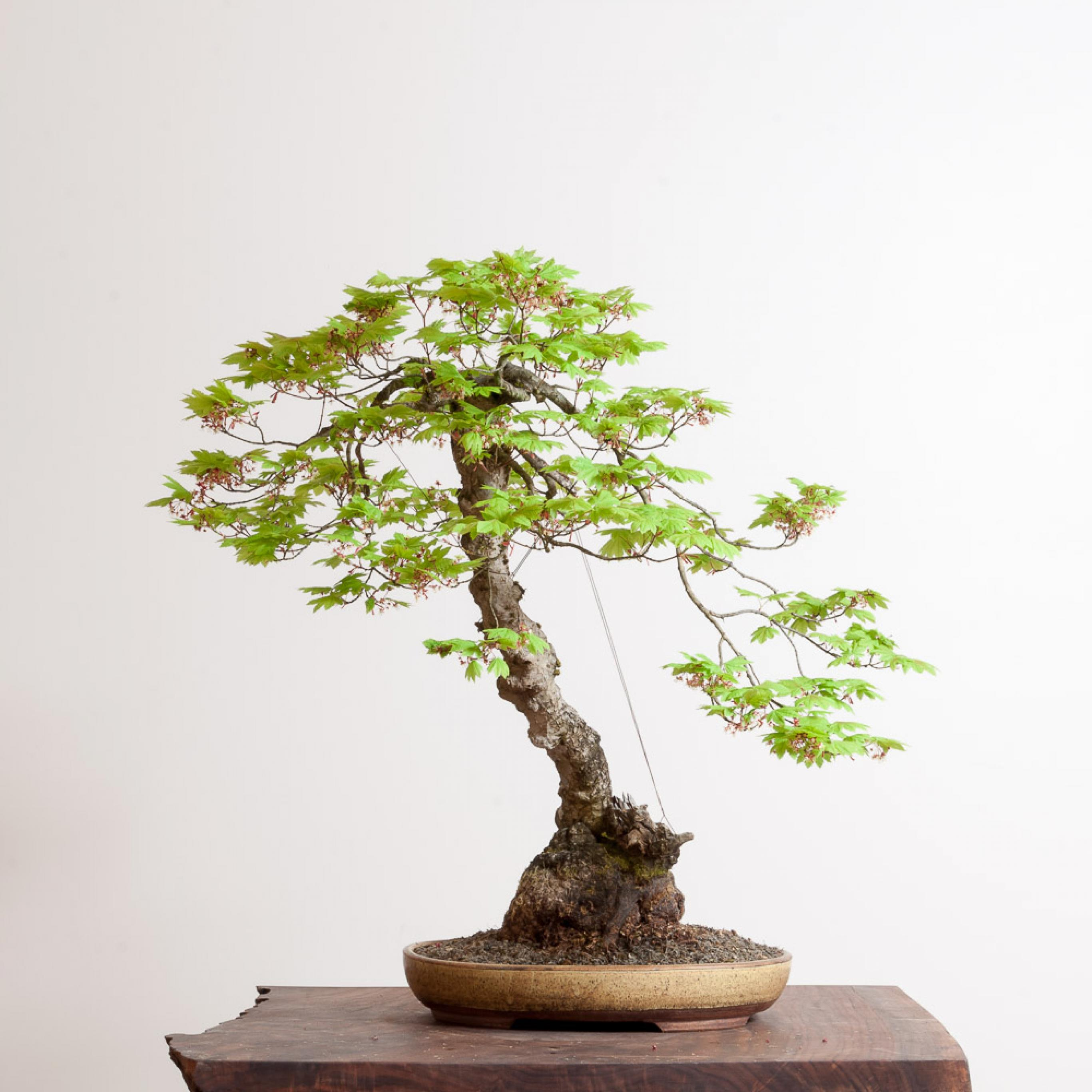